# Cratere Olesya
Olesya  è un cratere sulla superficie di Venere.